# Diplocephalus cristatus
Espèce
Synonymes
- Walckenaeria cristatus Blackwall, 1833
- Theridion bicorne Wider, 1834
- Micryphantes caespitum C. L. Koch, 1841
- Neriene lucida O. Pickard-Cambridge, 1873
- Erigone foraminifera O. Pickard-Cambridge, 1875
- Prosoponcus bicephalus Simon, 1884
- Prosoponcus thyrsiger Simon, 1884
- Prosoponcus rectiloba Simon, 1884
- Diplocephalus arvernus Denis, 1948

Diplocephalus cristatus est une espèce d'araignées aranéomorphes de la famille des Linyphiidae.

## Distribution
Cette espèce se rencontre en Europe, en Russie et au Kazakhstan. Elle a été introduite en Amérique du Nord, aux îles Malouines et en Nouvelle-Zélande.

## Description
Les mâles mesurent de 1,7 à 2,2 mm et les femelles de 1,7 à 2,5 mm.
Les mâles présentent deux morphes l'une dite cristatus et l'autre foraminifer.

## Publication originale
- Blackwall, 1833 : Characters of some undescribed genera and species of Araneidae. The London and Edinburgh Philosophical Magazine and Journal of Science, sér. 3, vol. 3 p. 104-112, 187-197, 344-352 & 436-443.